# Krenopsectra acuta
Krenopsectra acuta är en tvåvingeart som först beskrevs av Maurice Emile Marie Goetghebuer 1934.  Krenopsectra acuta ingår i släktet Krenopsectra och familjen fjädermyggor. Inga underarter finns listade i Catalogue of Life.